# Bäraharuna
Bäraharuna är öar i Finland. De ligger i Skärgårdshavet och i kommunen Pargas i landskapet Egentliga Finland, i den sydvästra delen av landet. Öarna ligger omkring 66 kilometer sydväst om Åbo och omkring 190 kilometer väster om Helsingfors.
Arean för den av öarna koordinaterna pekar på är 2,4 hektar och dess största längd är 240 meter i sydväst-nordöstlig riktning. Närmaste större samhälle är Korpo, 17,7 km norr om Bäraharuna.